# Георгиевский трактат
Гео́ргиевский трактат (груз. გეორგიევსკის ტრაქტატი) 1783 года — договор о покровительстве и верховной власти Российской империи с объединённым восточно-грузинским царством Картли-Кахети (иначе Картлийско-Кахетинским царством, Восточная Грузия), о его переходе под протекторат России. Заключён 24 июля (4 августа) 1783 года в крепости Георгиевск (Северный Кавказ).

## Предыстория
После падения Константинополя в 1453 году, а также распада единого Грузинского царства — Грузия оказалась отрезана от всего христианского мира, а несколько позже фактически поделена между Турцией (Османская империя) и  Персией (Сефевидское государство), и выживала, лавируя между этими двумя государствами. Ей удавалось добиваться приемлемого, а иногда даже привилегированного положения в составе этих государств, но религиозный барьер был непреодолимым препятствием для окончательной интеграции. В это время постепенно сформировалась надежда на помощь России. Первые попытки сближения имели место ещё в XVII веке, но без серьёзных последствий. Первая реальная попытка долговременного союза с Россией произошла в эпоху Петра I.

### Персидская война 1722 года
В 1720 году астраханским губернатором был назначен А. Волынский. Ему было поручено склонить грузинского царя Вахтанга на сторону России. Персия переживала период кризиса, и Пётр готовил свой персидский поход. Уже в 1721 году начались переговоры о совместных действиях. 
8 марта 1722 года персы были разгромлены афганцами при Гульнабаде, погиб брат Вахтанга, командовавший шахской гвардией. Началась осада Исфахана. Шах просил Вахтанга о помощи. Одновременно с гонцами от шаха к Вахтангу прибыли послы от Петра I. Вахтанг отказал шаху, и в сентябре грузинская армия выступила на соединение с российской армией.

Вахтанг искренне доверял Петру I и ни с кем другим устанавливать связи не хотел. Перед началом совместной с Россией войны против Персии Вахтанг созвал совет (дарбази), где должен был решиться вопрос, принять участие в войне против Персии или нет. Большинство членов дарбази выступило против, опасаясь, что страна окажется в ещё более тяжелом положении. Вахтанг не разделил мнения большинства. В августе, с 40-тысячной армией, он стоял у Гянджи и ждал Петра I.

Как пишет Кулаков: Пётр захотел переманить шаха Персии на свою сторону, после чего прекратил поход, и вернул Вахтанга обратно.
Вскоре турецкая армия заняла Картли и Кахети. Турецкая оккупация продлилась до 1734 года.
12 июня 1724 года Россия заключила с Турцией трактат о границах. В этом документе Пётр, не имея возможности отбросить турок, фактически признал занятие Грузии турками. Турция получала во владение Картли (Тифлис), Эриванское ханство, азербайджанские земли (Шемаха, Тебриз) и северо-иранские земли (Казвин).

### Турецкая война 1768—1774
В 20-е годы духовные лица и целые сословия посылали российскому правительству просьбу о помощи, но без последствий. Одно время возникла идея переселить грузин на Северный Кавказ (на Терек), но это предложение грузинами принято не было. В Грузии не могли понять прагматичной политики России, для которой жизненно важным на тот момент было урегулировать отношения с османами и, несмотря ни на что, верили в её помощь. Даже возникла легенда, что Пётр указал в завещании: «Грузия несчастна, защищайте её ради веры, пошлите ей войско…», но интриги придворных помешали исполниться его воле.
Ситуация изменилась, когда приблизилась русско-турецкая война. На одном из заседаний Совета было решено поднять против Османской Империи все христианское население Балкан, Греции и Грузии. Коллегия иностранных дел составила «рассуждение о способах, какими грузины преклонены быть могут к восприятию участия в настоящей с Портою Оттоманской войне». Так началась вторая попытка сближения, которая не удалась, но стала первым шагом к Георгиевскому трактату.
Отправляя в Грузию экспедиционный корпус Тотлебена, Панин разъяснял генералу суть предстоящей войны: «была бы душа здешняя, а тело грузинское». Проект совместного похода с самого начала был обречён на неудачу: невозможно было скоординировать действия регулярной российской и иррегулярной грузинской армии. Несмотря на ряд побед, Екатерина II, в целом, была недовольна результатами. В Грузии надеялись, что о ней хотя бы упомянут при мирных переговорах с Турцией — тогда это называлось «внести в трактат». Но не было сделано и этого. Заключённый 20 июля 1774 года Кучук-Кайнарджийский трактат ни словом не упоминал о Кахетинском и Картлийском царстве. (Под словами «Грузия» в п. 23 трактата понимается Западная, вассальная Османской Империи её часть).
Ещё в период пребывания русских войск в Грузии, незадолго до их отзыва, царь Ираклий II отправил Екатерине письменное представление об условиях, на которых он желал вступить под покровительство России. С этим документом он отправил своего сына Левана и брата, католикоса Антония. Он просил «удостоить нас ныне таким покровительством, дабы всем, … видно было, что я нахожусь точным подданным российского государства, и моё царство присовокуплено к Российской империи». Ираклий предлагал те формы зависимости, которые ранее имела зависимость от Ирана. Он предлагал прислать к российскому двору в качестве заложника одного из своих сыновей, несколько князей и дворян. Население выплачивает Империи по 70 копеек со двора, присылается ежегодно 14 наилучших лошадей, 2000 вёдер вина, а также поставляет в Россию солдат. Именно из этого «представления» образовался впоследствии георгиевский трактат.
Предложение было отклонено. 8 февраля 1773 года Панин сообщил об этом Ираклию («странные и совсем не по времени учинённые предложения», писал он).

## Заключение договора

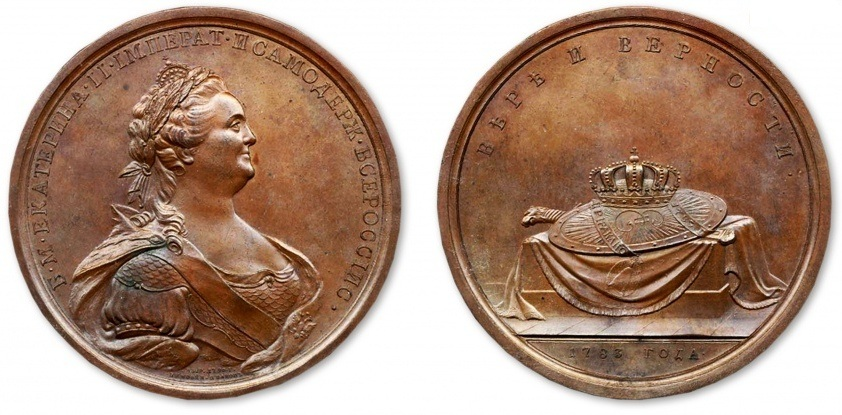
Памятная медаль 1790 года

В конце 1782 года Картли-Кахетинский царь Ираклий II обратился к императрице России Екатерине II с просьбой принять Грузию под покровительство России. Стремясь упрочить позиции России в Закавказье, Екатерина II предоставила Павлу Потёмкину широкие полномочия для заключения договора с царём Ираклием. Уполномоченными с грузинской стороны были князья Иванэ Багратион-Мухранский и Гарсеван Чавчавадзе.
По договору царь Ираклий II признавал покровительство России и частично отказывался от самостоятельной внешней политики, обязываясь своими войсками служить российской императрице. Екатерина II со своей стороны выступала гарантом независимости и целостности территорий Картли-Кахетии. Грузии предоставлялась полная внутренняя самостоятельность. Стороны обменялись посланниками.
Договор уравнивал в правах грузинских и русских дворян, духовенство и купечество (соответственно).
Особо важное значение имели 4 секретные статьи договора. По ним Россия обязалась защищать Грузию в случае войны, а при ведении мирных переговоров настаивать на возвращении Картлийско-Кахетинскому царству владений, издавна ему принадлежавших (но отторгнутых Турцией). Россия обязалась держать в Грузии два батальона пехоты с 4 пушками и в случае войны увеличить число своих войск.
Одновременно, грузинам настоятельно рекомендовалось сохранять единство и избегать междоусобной розни, для чего Ираклий II должен был помириться с царём Имерети Соломоном I.
Основное политическое значение Георгиевского трактата заключалось в установлении протектората России в отношении Восточной Грузии в том, что резко ослабив позиции Персии и Османской Империи в Закавказье, формально уничтожил их притязания на Восточную Грузию.
В 1783 году, в связи с заключением Георгиевского трактата, было начато строительство Военно-Грузинской дороги между Грузией и Россией, вдоль которой было сооружено несколько укреплений, в том числе крепость Владикавказ (1784).

## Трактат в 1783—1787
С момента заключения Трактат без помех действовал 3-4 года. Однако затем началось сильное противодействие Османской Империи. Под её влиянием участились набеги дагестанцев и ахалцихского паши. Россия высказывала протесты, но они не оказывали должного воздействия. Более того, Турция потребовала от России отменить Георгиевский трактат и срыть укрепления Владикавказа. В результате в 1787 году российские войска были выведены из Грузии, что являлось грубейшим нарушением условий трактата и тем самым фактически денонсировало его. Существуют две версии причин этого вывода.

### Версия № 1
Согласно этой версии, Грузия первая нарушила трактат, пойдя на сепаратные переговоры с турками.
В сентябре 1786 года Ахалциский Сулейман-паша направил царю Грузии Ираклию II письмо с предложением заключить сепаратный мирный договор.
Из рапорта полковника Бурнашева Павлу Потёмкину: 

Его высочество… намерен послать требуемых в Ахалцихе Сулейман пашею аманатов (заложников), извиняясь, что принужден к этому подданными своими и крайней необходимостью избавления от разорения своих земель о стороны турецкой. На сие имел я честь доложить его высочеству, что после заключения с Грузиею трактата 4-го артикула в случае присылок от соседей посланников или писем, надлежит соглашаться с главным пограничным начальником, а паче в сем обстоятельстве, которое требует прилежного рассмотрения«.— Отношение С. Бурнашева к ген. П. Потёмкину от 29 декабря 1786 года.
Таким образом, царь отступил от трактата, начав переговоры с турецкими властями. В декабре 1786 года Ираклий написал Павлу Потёмкину: „…а чтоб мы не дошли до сущей крайности, то для сего отправляем двух князей к паше для утверждения договоров“.
Потёмкин был крайне встревожен: „…крайне скорбя, что ваше высочество и советы вельмож ваших попускаются на готовность выполнить требования Солеймана паши Ахалцихского… покорно прошу ваше высочество рассмотреть всех требований Солеймана паши цель и всех его к вам отношений. С самих пор, как начал он иметь с вашим высочеством переписку, его требования были в следующем: 1. Оболщая разными мнимыми выгодами поколебать верность вашу к России; 2-е Чтобы вывести войска Российския из Грузии и избавясь от грозных защитников, обножить оную от обороны; ибо естли войски наши не были бы им грозны, не имел бы он надобности искать их вывода из Грузии … советую для пользы вашей убедительно прошу не отдавать паше аманатов, ибо этим оскорбите вы зависимость вами клятвенно утверждённую и навлечёте вред собственному царству вашему“.
Но, несмотря на предупреждения П. Потёмкина, условия 4 артикула Георгиевского трактата, царь Ираклий заключил с пашой договор, который был ратифицирован султаном летом 1787 года (как раз во время войны России и Османской Империи). С этого момента Георгиевский трактат утратил силу. Русские войска должны были покинуть Грузию, 26 октября 1787 года русские войска находились уже во Владикавказе.

### Версия № 2
Согласно второй версии, Россия вывела войска потому, что пошла на уступки Османской Империи. Не желая на тот момент доводить дело до войны, она вывела батальоны, отослала из Петербурга грузинского посла и согласилась скрыть укрепления Владикавказа.
А. В. Потто пишет примерно о том же:

Два батальона, оставленные в Грузии, не могли принести существенной пользы в случае нового вторжения неприятеля, а только сами легко могли пасть жертвой его. И так как усилить их решительно было нечем, то полковнику Бурнашеву приказано было оставить Тифлис и возвратиться на Линию. В то же время и все устроенные Потемкиным укрепления по дороге в Грузию были уничтожены. Первая попытка России прочно утвердиться в Грузии окончилась, таким образом, неудачей.

Этой же версии придерживается Д.Жуков. З. Д. Авалов пишет, что Россия сочла более надёжным, чтобы Грузия обезопасила себя „посредством возобновления прежних своих союзов, разрушившихся единственно пребыванием в стране российских войск“. Иными словами, на тот момент Георгиевский трактат оказался для России невыгоден.
Согласно первой версии, царь Грузии нарушил Георгиевский трактат и тем самым оставил Грузию без защиты от войск Ага-Магомед хана. На самом деле трактат действовал ещё осенью 1795 года. 4 сентября 1795 года Екатерина, после долгих проволочек, наконекц-то велела „подкрепить царя Ираклия, яко вассала Российского против неприязненных на него покушений, положенными по трактату с ними двумя полными батальонами пехоты“. Через 8 дней Тифлис был разрушен войсками Ага-Магомед хана. Генерал Гудович получил приказ императрицы только 1 октября.
Ага Мохаммед-хан к 1795 году как раз успел объединить Персию и победить своих соперников, и встал вопрос о том, чтобы вернуть Персии Грузию, которая фактически отделилась от него по факту подписания Георгиевского трактата. Ага-Мухаммед предлагал Ираклию вернуться в подданство Ирана на выгодных условиях, но тот отказал. Уже после разрушения Тифлиса Ага-Мухаммед предлагал Ираклию подчиниться, обещая в ответ вернуть всех пленников и передать под власть Ираклия весь северный Иран.
По многократным просьбам царя Ираклия Россия направила в апреле 1796 года 13-тысячный Каспийский корпус под командованием генерал-поручика В. А. Зубова из Кизляра в северные провинции Персии. Но целью было не столько спасение Грузии, сколько „освобождение“ Ирана от „бунтовщика“ Ага Мохаммед-хана. Вдохновителем похода был Валериан Зубов. Разорение Тифлиса было одним из поводов к войне. 10 мая был штурмом взят Дербент, 15 июня без боя заняты Баку и Куба́. В ноябре русские войска достигли слияния рек Кура и Аракс. Однако, 6 ноября 1796 года Екатерина скончалась, и с ней ушли в прошлое проекты завоевания Персии. В Грузии остался только небольшой отряд генерала Римского-Корсакова, но и тот в начале 1797 года был отозван. „Грузия опять была предоставлена её собственной участи, и только смерть Аги Мохаммеда избавила её от нового страшного нашествия.“
Согласно Ясскому мирному договору, завершившего русско-турецкую войну 1787—1792 годов, Турция отказывалась от претензий на Грузию и обязывалась не предпринимать каких-либо враждебных действий в отношении грузинских земель.
В 1799 году в Картли-Кахети вступил русский полк генерала Лазарева. С ним прибыл российский официальный представитель при дворе Гиорги (Георгия) XII — Коваленский. В 1799 глава закавказской экспедиции, организованной Берг-Коллегией, граф Аполлос Аполлосович Мусин-Пушкин по разрешению императора Павла I вступил в переговоры с грузинским царём Георгием XII, при которых установил „искреннее желание как самого царя… (так и) всех сословий народа грузинского“ присоединиться к России.
Письмо царя Картли-Кахети Георгия XII своему послу Гарсевану Чавчавадзе от 7 сентября 1799 года:

„Предоставьте им все мое царство и мое владение, как жертву чистосердечную и праведную и предложите его не только под покровительство высочайшего русского императорского престола, но и предоставьте вполне их власти и попечению, чтобы с этих пор царство картлосианов считалось принадлежащим державе Российской с теми правами, которыми пользуются находящиеся в России другие области“.
В Петербурге грузинское посольство 24 июня 1800 года передало коллегии иностранных дел проект документа о подданстве. Первый пункт гласил: царь Георгий XII „усердно желает с потомством своим, духовенством, вельможами и со всем подвластным ему народом однажды навсегда принять подданство Российской империи, обещаясь свято исполнять все то, что исполняют россияне“.

## Манифест Павла I

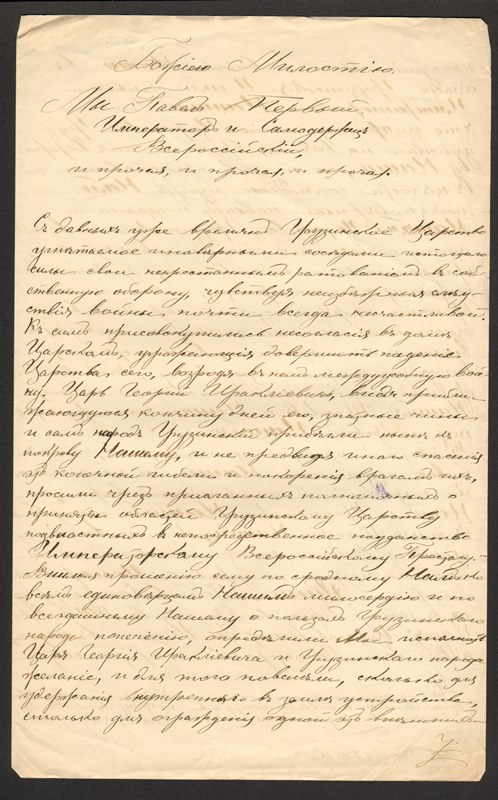
Рукописная копия манифеста

Осенью 1800 года грузинская делегация сделала попытку предложить России проект более тесного единения. 17 ноября князь Чавчавадзе подал от имени царя Георгия ноту и „просительные пункты“. Это предложение было рассмотрено в Коллегии иностранных дел и 19 ноября одобрено императором по всем пунктам.
На аудиенции граф Ростопчин и С. Л. Лашкарёв объявили грузинским послам, что император Павел I принимает в вечное подданство царя и весь народ грузинский и согласен удовлетворить все просьбы Георгия, „но не иначе, как тогда, когда один из посланников отправится обратно в Грузию объявить там царю и народу о согласии русского императора, и когда грузины вторично заявят грамотою о своём желании вступить в подданство России“.
23 ноября 1800 года император отдал рескрипт на имя Георгия XII о принятии его царства в подданство России, далее он писал „нам изъявленное, приняли мы с высокомонаршим нашим благоволением и удостоев также всемилостливейшей апробации нашей о прошениях ваших к принятию вас в подданство Наше“.
Георгию было обещано оставить за ним царские права до конца жизни. Однако после его смерти русское правительство было намерено утвердить наследника трона Давида Георгиевича генерал-губернатором с титулом царя, а Грузию причислить к числу русских губерний под названием царство Грузинское.
Все шло к двустороннему соглашению, которое могло бы стать юридически безупречным решением вопроса. Однако за 2 дня до аудиенции последовал императорский рескрипт генералу Кноррингу. Ему было велено ввести войска в Грузию, а в случае кончины царя Георгия не назначать преемника вплоть до особого приказа. Данное распоряжение шло вразрез с принципами трактата 1783 года, который оставлял вопрос назначения наследника в компетенции царя Грузии. 18 декабря, ещё до прибытия послов в Грузию, был подписан манифест о присоединении Грузии. Таким образом вопрос был решён в одностороннем порядке, ещё до смерти царя Георгия, которая последовала 28 декабря.
Послы с „пунктами“ прибыли в Грузию в начале января, и 15 января царевич Давид опубликовал воззвание: „высочайше повелено мне приблизиться к трону Грузии по наследству, в звании правителя оной“. 18 января в Петербурге был обнародован манифест Павла I. Сам текст манифеста составлен несколько туманно и неконкретно, без упоминания судьбы грузинской династии.

Сим объявляем императорским нашим словом, что по присоединении Царства Грузинского на вечные времена под державу нашу не только предоставлены и в целости будут \…\ все права, преимущества и собственность законно каждому принадлежащая, но что от сего времени каждое состояние народное вышеозначенных областей имеет пользоваться теми правами, вольностями, выгодами и преимуществами, каковыми древние подданные Российские по милости наших предков и Нашей наслаждаются под покровом Нашим.

16 февраля 1801 года в Сионском соборе на русском и грузинском языках был зачитан манифест о присоединении Грузии к России на вечные времена. 17 февраля в соборной церкви в Тифлисе жителям города торжественно был объявлен этот манифест.

## Вопрос о присоединении при Александре I
В марте 1801 года у власти оказался Александр I, и ему сразу же пришлось решать вопрос, связанный с присоединением. И если при Павле на этот вопрос смотрели с точки зрения государственного интереса, то Александр (и его Негласный комитет) рассматривал его с точки зрения права. Будучи в то время сторонником честной политики, Александр крайне негативно отнёсся к акту присоединения, у которого не было никакой правовой основы. Но проблема состояла в том, что манифест Павла уже был зачитан и присоединение уже фактически началось. В виду его сомнений, вопрос о Грузии был вынесен на обсуждение Государственного Совета, который в то время назывался Непременный совет.

### Мнение Государственного Совета
Насколько сложен был вопрос, видно из того, что вопрос рассматривался ещё на заседании Совета императора Павла, а затем ещё полгода на совете Александра I.
11 апреля 1801 состоялось первое заседание по Грузии. Но если „молодые друзья“ Александра были против присоединения, то в Совете преобладала „имперская“ партия, которая мыслила ещё в духе эпохи Екатерины. По их мнению, необходимо удержать Грузию из-за богатых рудников (о которых сообщал Мусин-Пушкин), ради спокойствия границ, а также во имя достоинства империи.
Все проблемы были бы сняты в случае двустороннего решения вопроса, и грузинские послы уже с месяц находились в России, но Совет упорно не желал, и не обсуждал двустороннего рассмотрения. Он продолжал настаивать на выгодах проекта. В том первом заседании вопрос так и не был решён.
15 апреля 1801 года состоялось второе заседание. Генерал-прокурор Беклешов потом говорил „о крайнем отвращении Государя к принятию Грузии в подданство России“, так как он „почитает несправедливым присвоение чужой земли“. На этом заседании Совет представил проблему в качестве дилеммы: по его мнению, возможно или полное присоединение, или полная независимость. Поскольку независимость будет гибельна для Грузии, следовательно, заключил Совет, возможно только полное присоединение. Придя к такому заключению, Совет постановил отправить в Грузию графа Кнорринга с целью выяснить, может ли Грузия быть царством независимым, и действительно ли народ единодушно желает присоединения.

### Доклад Воронцова и Кочубея
Если в Совете возобладала „имперская“ партия, то Негласный комитет Александра в большинстве был против проекта присоединения. Мнение этих людей было выражено в докладе А.Воронцова и В. Кочубея, который был подан императору 24 июля 1801 года (за 4 дня до доклада Кнорринга). Авторы исходили из того, что основным принципом политики Александра на настоящий момент является не расширение империи, а внутреннее благоустройство. Вопрос о завоевании Прикаспия более не стоит, а присоединение Грузии всегда было лишь частью этого плана. Единодушие в желании грузинского народа тоже сомнительно, ибо каким образом мог выразить своё единодушие народ? Богатство грузинских рудников крайне сомнительно, но и их Грузия предлагает передать России, поэтому ради рудников полное присоединение не имеет смысла. Авторы доклада „оценивали присоединение Грузии с точки зрения государственных интересов России и отнеслись отрицательно к этому присоединению. Что же касается точки зрения права, то они, конечно, отлично знают, что ни о каком праве здесь не может быть и речи.“.
Воронцов и Кочубей предлагали: избрать на царство одного из царевичей по порядку наследства или исходя из личных качеств, при необходимости удалить иных претендентов, оставить в Грузии некоторое количество войск „на продовольствии земли“. Предлагалось также назначить министра при царе.

### Миссия Кнорринга
Миссия была возложена на Кнорринга Высочайшим рескриптом 19 апреля 1801 года. 22 мая Кнорринг въехал в Тифлис, где и пребывал практически все время. Исход его миссии был предрешён постановкой вопроса в Совете, он только решал дилемму: полное подчинение или полная независимость. А на тот момент о полной независимости речи быть не могло.
К моменту прибытия Кнорринга Грузия уже полгода находилась без власти: царевичу Давиду русские генералы в Тифлисе не позволяли провозгласить себя царём, но он считался утверждённым наследником. Когда русские солдаты присягали Александру, грузин к присяге не приводили. Страна страдала от анархии, набегов горцев Дагестана и последствий персидского нашествия — прибывший в те дни в Тифлис генерал Тучков застал город ещё разрушенным, с двумя целыми улицами. Тучкову Кнорринг сообщил по секрету, что присоединение Грузии — вопрос ещё не решённый.

„А данное слово и обязанность государей российских защищать христиан, особливо единоверных, против варварства магометан?“ — осмелился я возразить. „Теперь во всем другая система“, — отвечал он на то.

«Генерал Кнорринг не смог найти ничего, кроме той путаницы, которую он доложил в отчёте государю…. он впадает в ту же ошибку, что и другие офицеры-наблюдатели: их глаз, привыкший к порядкам плац-парада и канцелярии, видел в Грузии один хаос и беспорядок.»
Пробыв в Грузии 22 дня, Кнорринг вернулся в Петербург и 28 июня 1801 подал императору свой доклад. Он высказался отрицательно на вопрос, может ли Грузия устоять без помощи, и положительно на вопрос, единогласно ли желают грузины подданства.

### Окончательное решение
8 августа 1801 года состоялось очередное заседание Совета по вопросу Грузии. Время работало на «имперскую» партию: по докладам российских посланников, за год безвластия Грузия уже потеряла всякое подобие государства. Также утверждалось, что «в мире» Грузию уже считали частью России и отступать от присоединения было неудобно с точки зрения достоинства империи.
На заседании был заслушан доклад Кнорринга и доклад Воронцова и Кочубея. Совет встал на сторону Кнорринга. Говорилось о необходимости упредить турок и персов, способных захватить Грузию, и о том, что присоединение поможет «обуздать хищных горских народов». Кочубей настаивал на своём мнении: в заключительном слове он обратил внимание на опасность расширения границ, на несправедливость присоединения с точки зрения монархической и настаивал на сохранении вассального положения Грузии. И все же Совет решил вопрос о присоединении утвердительно.
Александр все ещё колебался. 12 августа он получил записку от В. Зубова и отправил её Новосильцеву для рассмотрения. 13 августа вопрос обсуждался на заседании Негласного комитета. Члены комитета все ещё были против, но Александр постепенно склонялся к решению Совета.
Между тем грузинские уполномоченные все ещё старались добиться того, чтобы «добровольное по существу присоединение Грузии было и по форме действительно таковым». Они отправляли императору ноты со своими предложениями и вообще желали, чтобы решение вопроса по Грузии принималось в их присутствии как представителей добровольно присоединённого грузинского народа. Но их мнением никто не интересовался.
12 сентября 1801 года Александр дал в Москве манифест о присоединении. Победила «имперская» политика братьев Зубовых, и даже сам манифест был написан собственноручно Платоном Зубовым.

…не для приращения сил, не для корысти, не для распространения пределов и так обширнейшей в свете империи, приемлем мы на себя бремя управления царства грузинского. Единое достоинство, единая честь и человечество налагают на нас священный долг, вняв молению страждущих, в отвращении их скорбей, учредить в Грузии прямое правление, которое могло бы утвердить правосудие, личную и имущественную безопасность и дать каждому защиту закона.
12 апреля 1802 года манифест был официально зачитан в Сионском соборе в Тифлисе. К присяге были приведены царевичи, католикос, и все сословия Картли-Кахети добровольно дали клятву в верности новому порядку. Тучков пишет, что «Сей обряд окончился без малейшего замешательства». В. А. Потто описывает этот процесс иначе:

К сожалению, Кнорринг не принадлежал к числу тех людей, которые имеют дар возбуждать к себе доверие народа, и сразу извратил самый смысл добровольного присоединения Грузии, придав ему вид какого-то насилия. Приехав в Тифлис, он собрал всех жителей города и, окружив их войсками, приказал присягать на верность новому государю. Эта грубая мера и предосторожности, ничем не вызванные со стороны народа, глубоко оскорбили грузин, которые не захотели присягать под угрозой штыков и разошлись по домам.

### Последствия
Уже через день после объявления манифеста, было открыто новое правительство. Через несколько дней Кнорринг, назначенный правителем Грузии, направил Тучкова к вдовствующей царице Марии, чтобы отобрать у неё все царские регалии. Участились набеги горцев Дагестана, началось что-то вроде гражданской войны: сам генерал Кнорринг попал в окружение во время отъезда в Россию, а осетины полностью истребили донской казачий полк, следующий в Тифлис. Генерал Тучков пишет, что, стоя с армией под Тифлисом, «не имел ни одной ночи покоя». Аварцы уничтожили целый пехотный батальон вместе с генералом Гуляковым. Кнорринг, как неспособный справиться с ситуацией, был отозван и заменён князем Цициановым. Беспокойное состояние края вместе с бестактными и даже корыстными поступками Коваленского окончательно ожесточили грузин. Народ, прежде только и думавший о том, как бы отделаться от членов царского дома, опять обратился на их сторону. До императора Александра стали отовсюду доходить слухи о беспорядочном управлении Закавказским краем, и восьмого сентября 1802 года Высочайшим повелением и Кнорринг и Коваленский были отозваны, а главнокомандующим в Грузию назначен генерал-лейтенант князь Цицианов.
Под предлогом пресечения беспорядков командование российской армии приступило к арестам членов царской фамилии. Во время ареста вдовствующая царица Мария убила кинжалом генерала Лазарева. Арестованных под сильным конвоем отправили во Владикавказ, местные жители пытались помешать движению конвоя и отряд с боем пробивался через Кавказский хребет.
В целом последствия трактата для Грузии были двойственны: с одной стороны, страна была избавлена от набегов со стороны Османской Империи и Персии, чего вполне можно было добиться военными и дипломатическими способами, с другой, она вразрез с условиями Георгиевского трактата утратила государственность (впоследствии, в 1811 г., даже и церковную независимость). Беспорядки в стране на время утихли, поскольку они были протестом в основном против методов и формы присоединения, но не против присоединения как такового.